# ديتلاين لندن
ديتلاين لندن (بالإنجليزية: Dateline London)‏ هو برنامج مناقشة إخباري أسبوعي، تناقش فيه لجنة مُؤلفة من أربعة صحفيين ومحاضرين وناقدين سياسين كبار أهم الأخبار من منظور دولي.